# Gouvernement écossais
« Gouvernement de l'Écosse » redirige ici. Pour les autres significations, voir Gouvernement local en Écosse.
Le gouvernement écossais (en anglais : Scottish Government ; en gaélique écossais : Riaghaltas na h-Alba ; en scots : Scots Govrenment) est la branche exécutive du gouvernement dévolu de l'Écosse.
Créé par le Scotland Act de 1998 sous le nom d'« Exécutif écossais », il a été renommé « Gouvernement écossais » en 2012. Il est composé du premier ministre d'Écosse, de secrétaires du cabinet et de ministres.
Le premier ministre est appelé « First Minister ». Cette dénomination est aussi reprise pour désigner les premiers ministres du Pays de Galles et d'Irlande du Nord. Ce terme évite une confusion avec le premier ministre du Royaume-Uni, le « Prime Minister »[réf. souhaitée]. 

## Histoire
Il est créé en 1999 sous le nom d'Exécutif écossais (Scottish Executive) selon les dispositions de l'article 44 du Scotland Act 1998, la loi qui instaure la dévolution du pouvoir en Écosse.
De 1999 à 2007, soit durant les deux premières législatures, le gouvernement était formé par une coalition entre le Parti travailliste écossais et les Libéraux-démocrates. Depuis 2007, le gouvernement est formé par le Parti national écossais et dirigé par Alex Salmond puis, Nicola Sturgeon Première ministre d'Écosse depuis 2014.

## Liste des gouvernements écossais
| Législature | Gouvernement | Dates                             | Premier ministre    | Premier ministre | Vice-Premier ministre | Vice-Premier ministre | Partis | Partis       |
| ----------- | ------------ | --------------------------------- | ------------------- | ---------------- | --------------------- | --------------------- | ------ | ------------ |
| 1re         | Dewar        | 13 mai 1999 - 11 octobre 2000     |                     | Donald Dewar     |                       | Jim Wallace           |        | Travailliste |
| 1re         | Dewar        | 13 mai 1999 - 11 octobre 2000     | Libéraux-démocrates | Donald Dewar     |                       | Jim Wallace           |        |              |
| 1re         | McLeish      | 26 octobre 2000 - 8 novembre 2001 |                     | Henry McLeish    |                       | Jim Wallace           |        | Travailliste |
| 1re         | McLeish      | 26 octobre 2000 - 8 novembre 2001 | Libéraux-démocrates | Henry McLeish    |                       | Jim Wallace           |        |              |
| 1re         | McConnell I  | 22 novembre 2001 - 20 mars 2003   |                     | Jack McConnell   |                       | Jim Wallace           |        | Travailliste |
| 1re         | McConnell I  | 22 novembre 2001 - 20 mars 2003   | Libéraux-démocrates | Jack McConnell   |                       | Jim Wallace           |        |              |
| 2e          | McConnell II | 20 mai 2003 - 16 mai 2007         |                     | Jack McConnell   |                       | Jim Wallace           |        | Travailliste |
| 2e          | McConnell II | 20 mai 2003 - 16 mai 2007         | Nicol Stephen       | Jack McConnell   |                       | Libéraux-démocrates   |        |              |
| 3e          | Salmond I    | 16 mai 2007 - 18 mai 2011         |                     | Alex Salmond     |                       | Nicola Sturgeon       |        | SNP          |
| 4e          | Salmond II   | 18 mai 2011 - 19 novembre 2014    |                     | Alex Salmond     |                       | Nicola Sturgeon       |        | SNP          |
| 4e          | Sturgeon I   | 19 novembre 2014 - 17 mai 2016    |                     | Nicola Sturgeon  |                       | John Swinney          |        | SNP          |
| 5e          | Sturgeon II  | 17 mai 2016 - 18 mai 2021         |                     | Nicola Sturgeon  |                       | John Swinney          |        | SNP          |
| 6e          | Sturgeon III | 18 mai 2021 - 29 mars 2023        |                     | Nicola Sturgeon  |                       | John Swinney          |        | SNP          |
| 6e          | Yousaf       | 29 mars 2023 - 7 mai 2024         |                     | Humza Yousaf     |                       | Shona Robinson        |        | SNP          |
| 6e          | Swinney      | depuis le 8 mai 2024              |                     | John Swinney     |                       | Kate Forbes           |        | SNP          |

## Cabinet
Le Secrétaire permanent, responsable du Civil Service en Écosse (fonction publique) est John-Paul Marks depuis janvier 2022.

## Agences exécutives
- Accountant in Bankruptcy (Comptable pour la faillite)
- Historic Scotland (Écosse historique)
- His Majesty's Inspectorate of Education (Inspectorat de l'éducation de Sa Majesté)
- Mental Health Tribunal for Scotland (Tribunal de la santé mentale pour l’Écosse)
- National Archives of Scotland (Archives nationales d'Écosse)
- Registers of Scotland (Listes électorales d’Écosse)
- Scottish Prison Service (Service des prisons écossais)
- Scottish Public Pensions Agency (Agence des retraites écossaise)
- Social Work Inspection Agency (Agence d'inspection du travail)
- Student Awards Agency for Scotland (Agence des diplômes pour l’Écosse)
- Transport Scotland (Écosse transports)